# Aretha Live at Fillmore West
Aretha Live at Fillmore West är ett livealbum, inspelat i konsertlokalen Fillmore West, av Aretha Franklin som lanserades 1971 på Atlantic Records. 

## Låtlista
(kompositör inom parentes)
1. "Respect" (Otis Redding) - 3:53
2. "Love the One You're With" (Stephen Stills) - 4:15
3. "Bridge Over Troubled Water" (Paul Simon) - 5:55
4. "Eleanor Rigby" (Lennon–McCartney) - 2:33
5. "Make It with You" (David Gates) - 4:33
6. "Don't Play That Song" (Ahmet Ertegün, Betty Nelson) - 3:16
7. "Dr. Feelgood" (Aretha Franklin) - 7:06
8. "Spirit in the Dark" (Aretha Franklin) 5:33
9. "Spirit in the Dark" (Repris med Ray Charles) (Aretha Franklin) 8:53
10. "Reach Out and Touch" (Nickolas Ashford, Valerie Simpson) 2:35